# 2001 XX254
2001 XX254, também escrito como 2001 XX254, é um objeto transnetuniano (TNO) que está localizado no cinturão de Kuiper, uma região do Sistema Solar. Ele é classificado como um cubewano. O mesmo possui uma magnitude absoluta de 7,4 e tem um diâmetro com cerca de 139 km.

## Descoberta
2001 XX254 foi descoberto no dia 11 de dezembro de 2001 pelos astrônomos J. Kleyna, D. C. Jewitt, e S. S. Sheppard.

## Órbita
A órbita de 2001 XX254 tem uma excentricidade de 0,032 e possui um semieixo maior de 44,018 UA. O seu periélio leva o mesmo a uma distância de 42,630 UA em relação ao Sol e seu afélio a 45,405 UA.